# Каррикфергус

Граффити в Каррикфергусе, посвящённое Ольстерским добровольческим силам

Каррикфе́ргус (англ. Carrickfergus, ирл. Carraig Fhearghais) — город в графстве Антрим, Северная Ирландия. До 2015 года являлся административным центром одноимённого района. Местная железнодорожная станция была открыта 1 октября 1862 года.

## Демография
Каррикфергус определяется Northern Ireland Statistics and Research Agency (NISRA) как город в составе Белфастской агломерации.

## Города-побратимы
- Руда-Слёнска[3]
- Данвилл (Кентукки)[4]
- Андерсон (Южная Каролина)[англ.][5]
- Джэксон (Мичиган)[англ.][6]
- Портсмут